# Konstvandaler
Konstvandaler var en vandringsutställning som producerades av konstnären Felix Gmelin i samarbete med Riksutställningar. Utställningen turnerade åren 1996-1998.

## Bakgrund
Arbetsnamnet var först "Förstörda bilder" och utställningen bestod av reproduktioner av en serie konstverk som under historien utsatts för olika typer av attentat. Vad är det som gör att konst uppfattas som ett hot? var en frågeställning. Varje förstörelse blev en historia i sig som blev underlaget till utställningen. Katalogen var en tryckt publikation på temat vandaliserad konst som även gavs ut i en engelsk version och då med namnet Art Vandals.

## Verk
Utställningen visade tolv verk där Felix Gmelin gjort en kopia av det skadade och förändrade verket. Verkets namn följs här av konstnären och sedan namnet på den som skadat och förändrat verket med årtalet inom parentes:
- "Van Gogh i Lomma" efter Bengt Sandberg och Erik Johansson (1995)
- "Måla modernismen svart" efter Damien Hirst och Mark Bridger (1994)
- "Döda alla lögner" efter Pablo Picasso och Tony Shafrazi (1974)
- "Ett litet bidrag till renheten" efter Barnett Newman och F. Keler (1982)
- "God ton" efter Dick Bengtsson och Olle Carlström (1986)
- "Övermålningen" efter Arnulf Rainer och Arnulf Rainer? (1994)
- "Avantgardet förnekar sig inte" efter okänd och Asger Jorn (1962)
- "En ny målning efter Rauschbergs utsuddade de Kooning-teckning" efter Willem de Kooning och Robert Rauschenberg (1953)
- "Konstkritik" efter Thomas Olsson och tjänstemän vid Volvos huvudkontor (1990)
- "Tre flugor i en smäll" efter Victor Vasarely och Erik Dietman (1981)
- "Jag älskar dig – akta´re pullan!" efter Roy Lichtenstein och Reginald Walker (1993)
- "En förgiftning" efter Robert Gober och Ed Brzezinski (1989)

## Turné
Totalt visades Konstvandaler på åtta platser åren 1996-1998
- Malmö konstmuseum, 14 september - 20 oktober 1996
- Uppsala konstmuseum, 11 januari - 9 februari 1997
- Gävle Konstcentrum, 23 februari - 23 mars 1997
- Bildmuseet i Umeå, 6 april - 25 maj 1997
- Sararema Biennaal, Tallinn, Estland, 10 juli - 10 augusti 1997
- Borås konstmuseum, 27 september - 30 november 1997
- Ålands konstmuseum, 19 januari - 15 februari 1998
- Kemi konstmuseum, Finland, 29 april - 31 maj 1998

Budget för produktion och turné var 164 800 kronor 1996. Hyran var inklusive frakt 15 000 kronor och utställningen rymdes i fem lådor.

## Arrangörsrapporter
Enligt arrangörsrapporterna i Riksutställningars arkiv för utställningen så genererade utställningen både pressklipp och media på flertalet av orterna.
På Bildmuseet Umeå beräknas antalet besökare till 15 000 personer och man gjorde 10 specialvisningar varav 3 för gymnasieklasser.
På Konstmuseet i Gävle hade man 1060 besökare och där gjordes det ett inslag för TV-programmet Landet runt.
På Uppsala konstmuseum hade man 2003 besökare, "rätt många yngre 20-30 år", och TV4 Uppland gjorde ett reportage.
I Borås hade man 2400 barn och 140 bokade grupper varav 100 skolklasser.